# Clusia aristeguietae
Clusia aristeguietae är en tvåhjärtbladig växtart som först beskrevs av Bassett Maguire, och fick sitt nu gällande namn av J. J. Pipoly. Clusia aristeguietae ingår i släktet Clusia och familjen Clusiaceae. Inga underarter finns listade i Catalogue of Life.